# Jim Brennan
James Gerald Brennan, mais conhecido como Jim Brennan (Toronto, 8 de maio de 1977) é um ex-futebolista canadense, que atuava como defensor.

## Carreira

### Futebol inglês
Fez praticamente toda a carreira no futebol britânico onde jogou em várias equipes entre 1996 e 2006. Foi campeão da segunda divisão da Inglaterra pelo Norwich City na temporada 2003-2004.

### Toronto FC
Em 2007 transferiu-se para a equipe canadense Toronto FC. Foi o primeiro jogador do Canadá a marcar um gol por essa equipe. No Toronto FC, seu primeiro resultado de destaque foi o vice-campeonato do Campeonato Canadense de Futebol, em 2008. Em 2009, obteve seu primeiro título com o Toronto FC, o Campeonato Canadense. Também obteve dois vicecampeonatos da Trillium Cup em 2008 e 2009.
Encerrou a carreira de jogador em 2010 e atualmente trabalha na gerência de futebol do Toronto FC.

## Seleção do Canadá
Pela Seleção do Canadá jogou 43 vezes e marcou 6 gols. Conquistou a Copa Ouro da CONCACAF em 2000.

## Títulos
Seleção do Canadá
- Copa Ouro da CONCACAF: 2000

Norwich City
- Campeonato Inglês (2ª divisão) - 2003-2004

Toronto FC
- Campeonato Canadense: 2009

### Campanhas de destaque
Toronto FC
- Campeonato Canadense: 2º lugar - 2008
- Trillium Cup: 2º lugar - 2008, 2009